# Mitsubishi Heavy Industries
La Mitsubishi Heavy Industries, Ltd, spesso abbreviata in MHI, è un'azienda attiva nell'industria pesante in Giappone. È una delle società del Gruppo Mitsubishi.

## Storia
Nel 1870 Yataro Iwasaki, fondatore della Mitsubishi, ebbe dal governo giapponese un contratto di affitto per il cantiere navale della città di Nagasaki: con il nome di Nagasaki Shipyard & Machinery Works iniziò l'attività di costruzione navale.
Questa attività di costruzione navale, evolutasi prima in Mitsubishi Shipbuilding Co., Ltd., e divenuta Mitsubishi Heavy Industries, Ltd nel 1934, è stata la più grande impresa privata in Giappone per la produzione di navi, aeroplani, e treni.
Dopo la fine della Seconda guerra mondiale e lo scioglimento dello zaibatsu, la MHI è stata divisa in tre entità: West Japan Heavy-Industries, Ltd, Central Japan Heavy-Industries, Ltd e East Japan Heavy-Industries, Ltd. Queste vennero riunite nuovamente nel 1964, con la rinascita della Mitsubishi Heavy Industries, Ltd..
Nel 1970, la MHI automobilistica divenne indipendente, diventando Mitsubishi Motors Corporation e iniziando la produzione e la commercializzazione di automobili.
Nel maggio 2014, il gruppo tedesco Siemens ha annunciato di avere sottoscritto con Mitsubishi Heavy Industries un accordo per la costituzione di una società mista (Joint Venture), per la fornitura di impianti, prodotti e servizi per l'industria siderurgica. La società mista si chiama Primetals Technologies, ha sede a Londra ed è posseduta per il 51% da Mitsubishi e per il 49% da Siemens.

## Settori di attività
- Industria aerospaziale.
Stabilimenti: Nagoya Aerospace Systems, Aichi, Nagoya Guidance & Propulsion Systems, Aichi, Mitsubishi Aircraft Corporation.
- Industria navale.
Stabilimenti: Nagasaki, Kōbe, Shimonoseki.
- Strutture e costruzioni in acciaio.
- Sistemi di generazione di energia.
Stabilimenti: Takasago, Kobe.[1]
- Turbine.
- Mezzi.
- Carrelli elevatori - Mitsubishi Forklift Trucks
- Carri armati.
Stabilimenti: Sagamihara.
- General machinery.
- Aerogeneratori.[2]
- Sistemi di refrigerazione e condizionamento.
- Apparecchiature industriali.
- Apparecchiature per carta e stampa.
- Macchine utensili.
- Metrotranvia.